# Georgia O’Keeffe
Georgia Totto O’Keeffe (ur. 15 listopada 1887 niedaleko Sun Prairie, zm. 6 marca 1986 w Santa Fe) – amerykańska malarka. Tematem jej obrazów są głównie kwiaty, skały, muszle, kości zwierząt i krajobrazy. O’Keeffe przekształca realistyczny temat w abstrakcyjny obraz.

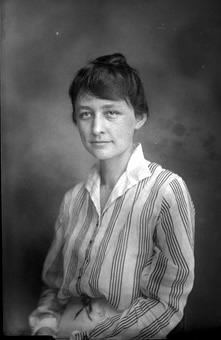
Georgia O’Keeffe jako asystentka Alona Bementa na Uniwersytecie Wirginii, 1915

O’Keeffe odegrała ważną rolę w upowszechnianiu sztuki amerykańskiej w Europie w czasach, kiedy to Europa odgrywała znaczącą rolę w kształtowaniu ówczesnych prądów w sztuce. Była jedną z niewielu kobiet-artystek o tak wpływowej pozycji. Inspirację twórczą znajdowała w życiu wiejskim amerykańskiego Południa, a zwłaszcza Nowego Meksyku, gdzie się osiedliła pod koniec życia.

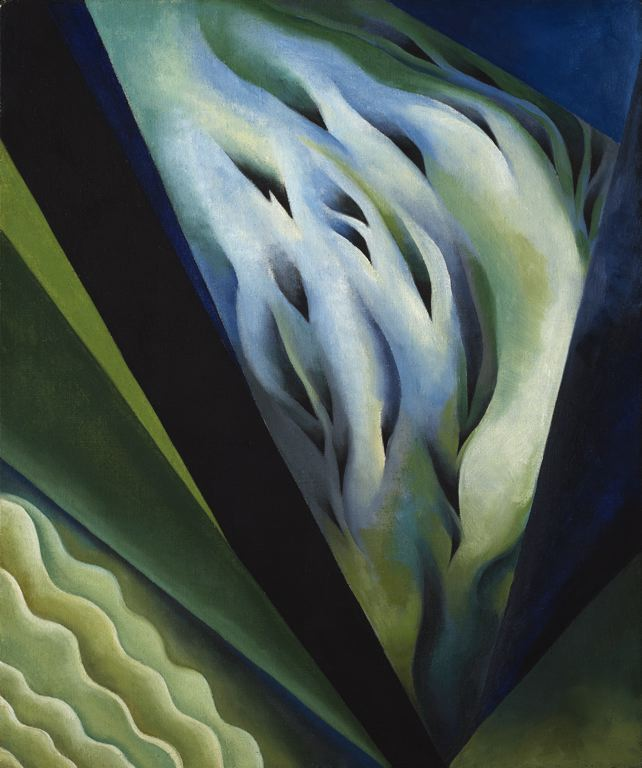
Blue-Green Music, 1921

## Rodzina
O’Keeffe urodziła się na farmie w pobliżu Sun Prairie w stanie Wisconsin. Jej rodzice, Francis Calyxtus O’Keeffe i Ida Totto O’Keeffe, pracowali na farmie i zajmowali się hodowlą bydła. Jej ojciec był pochodzenia irlandzkiego. Ojciec Idy Totto, George Victor Totto, po którym Georgia otrzymała imię, był emigrantem węgierskim, który przybył do Ameryki w 1848 roku, uciekając przed represjami po powstaniu na Węgrzech przeciwko Austriakom. W Ameryce spotkał Isabel Wyckoff (jej przodek, Edward Fuller, był pasażerem statku Mayflower oraz jednym z sygnatariuszy Mayflower Compact), z którą się ożenił. W 1858 roku osiedlili się w Sun Prairie.

## Wczesne lata szkolne
Georgia była drugim z siedmiorga dzieci, a pierwszą dziewczynką w rodzinie. Matka wspierała kształcenie i rozwój intelektualny swoich dzieci. Kształcenie dziewczynek było rodzinną tradycją. Georgia w wieku około 12 lat - wraz ze swoimi siostrami - rozpoczęła naukę rysunku. Rodzice zwrócili uwagę na jej talent, więc zaproponowali, aby kontynuowała naukę w szkole plastycznej. Georgia uczęszczała do Town Hall School w Wisconsin, gdzie uczyła się w klasie lokalnej akwarelistki, Sary Mann. W latach 1901–1902 chodziła do szkoły Sacred Heart Academy w Madison w stanie Wisconsin. Poddana tam była ostrej dyscyplinie i krytyce prowadzących szkołę sióstr zakonnych. Otrzymała jednak medal za dobre wyniki w klasie rysunku, a i z innych przedmiotów, takich jak historia, algebra i angielski, otrzymywała bardzo dobre stopnie.
W 1902 roku Georgia mieszkała u swojej ciotki Loli w Madison i uczęszczała do Madison High School.
Rodzice wyjechali z Wisconsin do Peacock Hill w Williamsburgu w stanie Virginia, gdzie chcieli zamieszkać na stałe wraz z rodziną. Uważali, że w ten sposób Francis uniknie gruźlicy, na którą zmarli jego bracia. Georgia tymczasem spędzała dużo czasu badając kwiaty na lekcjach rysunku, studiując ich barwy i kształty. Później znalazło to odzwierciedlenie w jej pracach.
W wieku lat 15 przeprowadziła się do Williamsburgu i w roku 1905 zapisała do Chatham Episcopal Institute w Wirginii (obecnie Chatham Hall). Pomimo odmienności stroju i zachowania była lubiana i akceptowana. Uczyła innych grać w pokera, rysowała karykatury nauczycieli i robiła innym psikusy. W Chatham spotkała Mrs. Willis, nauczycielkę rysunku, która studiowała na Art Students League w Nowym Jorku i zwróciła uwagę na talent i indywidualizm Georgii.
W roku 1905 Georgia, pomimo trudności finansowych ojca, rozpoczęła naukę malarstwa w Art Institute w Chicago. W 1907 wstąpiła do Art Students League w Nowym Jorku, gdzie studiowała pod kierunkiem Williama Merritta Chase’a. W roku 1908 otrzymała nagrodę Williama Merritta Chase’a za obraz olejny „Martwy królik z miedzianym garnkiem”. Nagroda ta była stypendium pozwalającym Georgii na wzięcie udziału w plenerze nad jeziorem George, w stanie Nowy Jork. W roku 1908 O’Keeffe była na wystawie akwarel Rodina w Galerii „291”, której właścicielem był jej przyszły mąż, fotograf Alfred Stieglitz.
Jesienią 1908 roku rozczarowana O’Keeffe nie powróciła na studia do League, lecz wyjechała do Chicago i podjęła pracę. W tym czasie nic nie tworzyła, a nawet stwierdziła, że zapach terpentyny przyprawia ją o mdłości. Pracowała jako nauczycielka rysunku w szkole podstawowej niedaleko Amarillo w Pandandle w stanie Texas.
Dopiero w roku 1912, pod wpływem innowacyjnych teorii Arthura Wesleya Dowa, którego spotkała podczas zajęć szkoły letniej zorganizowanej na Uniwersytecie Wirginii, zaczęła ponownie malować. Dow zachęcał artystów do wyrażania siebie poprzez harmonijną kompozycję i kontrasty światła i cienia. Jego teorie, a także teorie jego protegowanego - Charles's J. Martina, miały zasadniczy wpływ na procesy twórcze artystki. W tym czasie pracowała jako asystentka Bementa, który poznał ją z Dowem. Później powróciła do Teksasu, gdzie uczyła w Canyon - na południe od Amarillo - na wydziale sztuki na West Texas A&M University (wtedy znany jako West Texas State Normal College). O’Keeffe była pod wrażeniem znajdującego się w tamtej okolicy Palo Duro Canyon. Miała napisać o nim później: „To wzburzony, kipiący kocioł, wypełniony dramatycznym światłem i kolorem”.

## Nowy Jork
Na początku 1916 roku Anita Pollitzer zaniosła kilka rysunków Georgii do Galerii 291 Alfreda Stieglitza. Ten zachwycił się nimi (miał powiedzieć Anicie, że rysunki te to „najczystsze, najsubtelniejsze, najszczersze prace, jakich już dawno nie było w 291”) i postanowił je wystawić, nawet nie prosząc autorki o zgodę. O’Keeffe wysoko ceniła opinie Stieglitza jako krytyka, ale mimo wizyty w Galerii w 1908 roku, nie poznała go. Dopiero kiedy dotarła do niej wiadomość o wystawieniu jej 10 rysunków, skontaktowała się ze Stieglitzem po raz pierwszy. W kwietniu 1917 roku miała miejsce pierwsza (?) wystawa Georgii w Galerii 291. Były to głównie akwarele z Teksasu.

## Małżeństwo ze Stieglitzem
Wkrótce po przyjeździe Georgii do Nowego Jorku Stieglitz zabrał ją do swego rodzinnego domu nad jeziorem George w górach Adirondack. Powracali tam wiele razy każdego lata, co zaowocowało wieloma obrazami przedstawiającymi pejzaże znad jeziora.
Stieglitz zaaranżował dla Georgii miejsce do mieszkania w pracowni swojej kuzynki i opiekował się nią podczas jej pobytu. Wkrótce zakochali się w sobie. Dla Georgii, Stieglitz opuścił żonę, Emmeline Obermeyer Stieglitz, a po rozwodzie w 1924 roku, pobrali się. Zimy i wiosny spędzali na Manhattanie, lata i jesienie nad jeziorem George.
Stieglitz zaczął fotografować Georgię, kiedy odwiedziła go w Nowym Jorku w 1917 roku w związku ze swoją wystawą. W latach 1918–1937 wykonał ponad 300 portretów. Większość zdjęć erotycznych pochodzi z pierwszych lat ich małżeństwa. W lutym 1921 roku 45 fotografii Stieglitza, w tym wiele zdjęć i aktów Georgii, przedstawiono na wystawie retrospektywnej w Galeriach Andersona. Fotografie Georgii wzbudziły ogólną sensację.
W pierwszych latach pobytu w Nowym Jorku Georgia poznała wielu amerykańskich artystów modernistycznych, którzy należeli do grona przyjaciół Stieglitza, w tym Charlesa Demutha, Arthura Dove'a, Marsdena Hartleya, Paula Stranda i Edwarda Steichena. Prace fotograficzne Stranda i Stieglitza stały się inspiracją dla Georgii. W Nowym Jorku zaczęła malować obrazy olejne, a nie jak dotąd akwarele. W latach dwudziestych O’Keeffe zaczęła tworzyć obrazy przedstawiające formy kwiatowe w dużym powiększeniu (jakby widziane przez szkło powiększające).
W roku 1924 powstał jej obraz zatytułowany „Petunia, Nr 2”, który pokazano na wystawie w roku 1925. Wykonała też wiele obrazów budynków w Nowym Jorku, „Miasto nocą i Nowy Jork Nocą”, 1926, oraz „Radiator Building Nocą, Nowy Jork, 1927.
Prace takie jak „Czarny Irys III” (1926) przywołują na myśl kobiece genitalia. O’Keeffe wprawdzie zaprzeczała jakoby miała przedstawiać w swoich pracach elementy waginalne, lecz wielu cenionych historyków sztuki łączyło jej prace z ruchem artystek-feministek lat siedemdziesiątych. Judy Chicago umieściła nawet O’Keeffee na czołowym miejscu w swojej pracy „The Dinner Party”.
Od roku 1923 Stieglitz organizował corocznie wystawy prac Georgii. W latach dwudziestych stała się jedną z czołowych artystek amerykańskich. Jej prace zyskiwały na cenie. W 1928 roku sześć z jej obrazów serii „calla lily” sprzedano za 25 000 dolarów amerykańskich, co było najwyższą sumą, jaką kiedykolwiek zapłacono za obrazy żyjącego amerykańskiego artysty. To przyciągnęło znaczną uwagę mediów na O’Keeffe.
Około 1928 roku Georgia O’Keeffe poczuła chęć podróżowania, by znaleźć inspirację twórczą. Zbliżała się również coroczna wystawa. Pod wpływem opowieści przyjaciół powracających z zachodnich stanów, Georgia chciała poznać i odkryć nowe miejsca. W maju 1929 roku, wraz z Beck Strand wyjechała pociągiem do Taos, w Nowym Meksyku. Wyjechały do Santa Fe, a następnie do Albuquerque. Po przyjeździe zostały zaproszone do spędzenia lata na ranczo Mabel Dodge Luhan w okolicy Taos. O’Keeffe odbyła wtedy wiele wypraw konnych w lokalne góry i na pustynie. Podczas jednej z tych wypraw dotarła na rancho D.H. Lawrence’a, gdzie spędziła kilka tygodni i namalowała znany obraz olejny „Drzewo Lawrence’a”, który obecnie znajduje się w zbiorach Wadsworth Atheneum w Hartford (stan Connecticut).
Podczas pobytu w Taos w 1929 roku O’Keeffe odwiedziła kościół misyjny na Ranchos de Taos. Chociaż wielu artystów malowało ten kościół, obraz O’Keeffe wyróżnia się spośród innych. O’Keeffe przedstawiła fragment ściany kościoła na tle ciemnoniebieskiego nieba.
W latach 1929–1949 O’Keeffe spędzała znaczną część każdego roku w Nowym Meksyku. Podczas pobytu w lecie drugiego roku, zaczęła zbierać i malować kości, oraz malować typowe dla tego rejonu formy architektoniczne i pejzaże. Każdej jesieni powracała do Nowego Jorku.
W roku 1932 w związku z projektem Radio City Music Hall, którego realizacja opóźniała się, przeszła załamanie nerwowe. Początek 1933 roku spędziła w szpitalu i przestała tworzyć. Dopiero w styczniu 1934 roku zaczęła na nowo malować. Wiosnę 1933 i 1934 roku spędziła na Bermudach, a latem 1934 roku znowu powróciła do Nowego Meksyku. W czerwcu tego roku odwiedziła po raz pierwszy „Ghost Ranch”, na północ od Abiquiu i podjęła decyzję, iż chce tam zamieszkać. W roku 1940 zakupiła dom na terenie należącym do ranczo. Wielokolorowe zbocza „Ghost Ranch” utrwaliła na swych najbardziej znanych pejzażach. Na ranczo tym gościła między innymi Charlesa i Anne Lindberghów, oraz Ansela Adamsa.
W tym czasie O’Keeffe zakupiła Forda Model A i poprosiła, aby nauczono ją prowadzić. Jeden z jej nauczycieli, w desperacji miał powiedzieć, że artystka nie jest w stanie opanować sztuki prowadzenia samochodu. Dopiero jej determinacja przyniosła sukces w tej dziedzinie.
W latach trzydziestych i czterdziestych, popularność O’Keeffe wzrastała, co przynosiło jej wiele zleceń. Jej prace wystawiano w Nowym Jorku i okolicach. W roku 1936 powstał jeden z najbardziej znanych i sławnych dzieł Summer Days (pol. Letnie dni), obraz przedstawiający czaszkę wołu ozdobioną różnymi dzikimi kwiatami na tle pustyni. W latach czterdziestych O’Keeffe miała dwie indywidualne wystawy retrospektywne. Pierwsza miała miejsce w Art Institute of Chicago (1943), druga w Museum of Modern Art (MOMA) na Manhattanie. W MOMA była to pierwsza retrospektywna wystawa kobiety-artystki. O’Keeffe otrzymała wiele honorowych wyróżnień na wielu uniwersytetach. W połowie lat czterdziestych Whitney Museum of American Art sponsorowało projekt opracowania katalogu jej prac.
W roku 1945 O’Keeffe zakupiła drugi dom, porzuconą haciendę w Abiguiu, 26 km na południe od Ghost Ranch. Zleciła odnowienie domu, w którym powstało wiele kolejnych obrazów.
Kiedy O’Keeffe spędzała lato 1946 roku w Nowym Meksyku, Stieglitz miał udar mózgu (Cerebral venous sinus thrombosis). Georgia poleciała natychmiast do Nowego Jorku. Stieglitz zmarł jednak 13 lipca 1946 roku. Jego prochy O’Keeffe zabrała do Lake George i pochowała pod wysoką sosną obok jeziora. Chociaż przez długie okresy w roku żyli oddzielnie, Stieglitz zajmował się interesami żony. Od tej chwili O’Keeffe musiała zająć się wszystkim sama.
W roku 1949 O’Keeffe przeniosła się na stałe do Nowego Meksyku. W latach pięćdziesiątych stworzyła serię obrazów przedstawiających formy architektoniczne – ścianę patio i drzwi – swojego domu z cegły suszonej w Abiguiu. Innym znanym obrazem tej dekady jest Ladder to the Moon (pol. Drabina prowadząca na Księżyc) z roku 1958. Z jej pierwszych podróży po świecie, odbytych pod koniec lat pięćdziesiątych, powstała duża seria obrazów chmur, jak na przykład Above the Clouds I (pol. Ponad chmurami I), 1962/1963. Inspiracją były widoki z okien samolotów.
W roku 1962 O’Keeffe została wybrana do American Academy of Arts and Letters. Jesienią 1970 roku w Whitney Museum of American Art zorganizowano wystawę retrospektywną artystki. Był to pierwszy pokaz jej prac od 1946 roku, czyli śmierci Stieglitza. Wystawa ta przyczyniła się do ponownego zainteresowania twórczością O’Keeffe, zwłaszcza nowego pokolenia kobiet wychowanych w nowym nurcie feminizmu.
W roku 1971 O’Keeffe zauważyła znaczne pogorszenie wzroku. W wieku 84 lat utraciła prawie całkowicie wzrok – widziała tylko kątem oka. Zaprzestała malowania w 1972 roku. W 1973 roku na jej ranczo zjawił się Juan Hamilton, garncarz, który szukał pracy. Przyjęła go początkowo do wykonania kilku prac; później zatrudniła na pełny etat. Hamilton stał się jej najbliższym, zaufanym towarzyszem i menedżerem, aż do końca jej życia.
O’Keeffe zajęła się garncarstwem, miała nawet na ranczo piec do wypalania ceramiki. Hamilton zainspirował ją do malowania (ceramiki). Wynajęła nawet asystentkę do swojej pracowni. W tym czasie zgodziła się na udzielenie kilku wywiadów. W 1976 roku napisała, z pomocą Hamiltona, książkę o swojej sztuce. Zezwoliła też ekipie filmowej na nakręcenie filmu dokumentalnego o jej życiu i pracy na Ghost Ranch.
10 stycznia 1977 roku prezydent Gerald R. Ford odznaczył O’Keeffe Medalem Wolności. Natomiast w 1985 prezydent Ronald Reagan udekorował ją Narodowym Medalem Sztuki.
Pod koniec życia O’Keeffe przeniosła się do Santa Fe, gdzie zmarła 6 marca 1986 roku w wieku 98 lat. Malowała prawie do końca życia. Zgodnie z wolą zmarłej malarki jej ciało spalono następnego dnia. Po kremacji Juan Hamilton wyszedł na szczyt Pedernal Mountain i rozrzucił jej prochy z wiatrem, na ukochane przez nią faraway.

## Po śmierci
Po śmierci rodzina O’Keeffe zakwestionowała jej testament, ponieważ w kodycylu, dodatku dopisanym w latach osiemdziesiątych, O’Keeffe pozostawiła cały swój majątek Hamiltonowi. Sprawę rozstrzygnięto w lipcu 1987 roku. Większa część tego, co O’Keeffe pozostawiła po sobie, w tym jej prace, fotografie, materiały archiwalne, dom w Abiguiu, biblioteka i posiadłość, dała początek muzeum Georgii O’Keeffe (Georgia O’Keeffe Museum) z główną siedzibą w Santa Fe.
Dom oraz pracownia O’Keeffe stały się w roku 1998 zabytkiem narodowym.
Telewizja Lifetime nakręciła film biograficzny o życiu Georgii O’Keeffe, którego premiera miała miejsce 19 września 2009 roku. W tym filmie w postać Georgii O’Keeffe wcieliła się Joan Allen, natomiast pozostałe role zagrali: Jeremy Irons (Alfred Stieglitz), Henry Simmons (Jean Toomer), Ed Begley Jr. (Leo, brat Alfreda Stieglitza) oraz Tyne Daly (Mabel Dodge Luhan).